# Xã Garden City, Quận Finney, Kansas
Xã Garden City (tiếng Anh: Garden City Township) là một xã thuộc quận Finney, tiểu bang Kansas, Hoa Kỳ. Năm 2010, dân số của xã này là 5.761 người.